# Irob (woreda)
Irob est un des 36 woredas de la région du Tigré, dans le Nord de l'Éthiopie. Il doit son nom à la communauté Irob qui s'y est implantée. 
Une partie du territoire est contesté, et une commission de la cour internationale de la Haye a émis un arbitrage en 2003 concluant qu'un rattachement d'une portion d'Irob à l'Érythrée était préférable.

## Géographie
Le woreda d'Irob est en grande partie escarpé. La ville de Dawhan est le centre administratif d'Irob, cette fonction étant anciennement occupée par la ville d'Alitena.

### Localisation
|           |                  |                      |
| Gulomahda | Irob             |                      |
|           | Saesi Tsaedaemba | Dallol (région Afar) |

L'Irob se situe dans la zone Misraqawi, il est bordé au nord et à l'est par l'Endeli, rivière servant de frontière avec l'Érythrée.

### Transport
L'Irob fait partie des deux seuls woredas de la région du Tigré (avec Naeder Adet) à n'avoir aucune route principale en son sein.

## Démographie
En 2007, lors du dernier recensement, l'Irob comptait 25 862 habitants, ce qui en fait le woreda le moins peuplé de la zone Misraqawi.
Avec seulement 2090 personnes habitant en ville, le woreda est très majoritairement rural.